# Pes equivalent

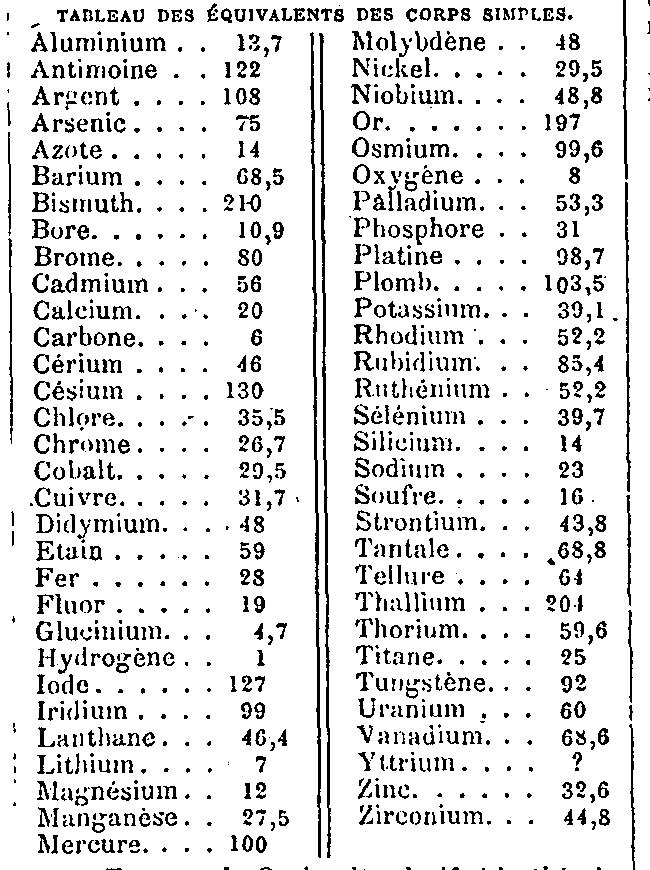
Taula de pesos equivalents dels elements publicada el 1866.

Pes equivalent o gram equivalent en química és un terme que s'ha usat històricament en diferents contextos. En l'ús més general es tracta de la massa d'un equivalent químic, que és la massa d'una substància donada que:
- subministrarà o reaccionarà amb un mol de catió hidrogen en una reacció àcid-base; o
- subministrarà o reaccionarà amb un mol d'electrons en una reacció redox.[1]

El pes equivalent té les dimensions i unitats de mesura de massa, al contrari que el pes atòmic que no té dimensions. Els pesos equivalents van ser determinats originalment mitjançant experiments, però, malgrat que encara es facin servir, actualment deriven de la massa molar. Addicionalment el pes equivalent d'un compost químic pot calcular-se dividint el pes molecular pel nombre de càrregues positives o negatives que resultin de la descomposició d'aquest compost.

## Història

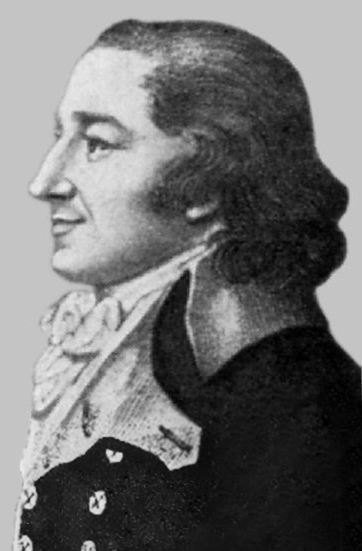
Jeremias Benjamin Richter (1762–1807), un dels primers en publicar taules de pesos equivalents.

Les primeres taules de pesos equivalents van ser publicades per Carl Friedrich Wenzel el 1777. Jeremias Benjamin Richter va publicar-ne més de manera separada a l'anterior.
John Dalton's va publicar el 1808 una d'aquestes taules amb un punt de referència prenent el pes equivalent de l'hidrogen com unitat de massa. The work of Charles Frédéric Gerhardt (1816–56), Henri Victor Regnault (1810–78) i Stanislao Cannizzaro (1826–1910) ajudaren a racionalitzar la paradoxa que representava de la formació de l'aigua i altres de similars, però el problema encara es va debatre al Congrés de Karlsruhe de 1860.
Amb l'aparició de la taula periòdica dels elements de Meldeleiev l'any 1869, on els elements es relacionaven segons els pesos atòmics aproximats, es van deixar d'utilitzar els pesos equivalents pels elements. Tanmateix els pesos equivalents es van seguir usant particularment en la química analítica durant uns cent anys més.

## Ús en la química general
En gran manera s'han substituït per les masses molars. Per exemple l'àcid sulfúric té una massa molar de 98.078(5) g mol−1 i subministra dos mols d'ions d'hidrogen per mol d'àcid sulfúric, per això el seu pes equivalent és 98.078(5)g mol−1/2 mol−1;= 49.039(3) eq−1.